# 无主之地 (游戏)
《无主之地》（又译作）是一款带有第一人称射击成分的角色扮演科幻游戏。游戏由Gearbox软件公司开发，由2K Games在Microsoft Windows、Mac、Xbox 360和PlayStation 3上發行。遊戲設定在潘多拉星球，有4個角色（獵人Mordecai、魔女Lilith、士兵Roland、狂人Brick）和一些外星文明，玩家可以不斷升級，贏取道具錢財，迎接外星怪物的挑戰。遊戲採用了卡通的畫面風格，並發布了4個擴展包。該遊戲的主机版本於2009年10月20日在北美發行，PAL区則在10月23日發行。遊戲的續作《无主之地2》分別於2012年9月18日和9月21日在北美和其他地區發行。